# Reval Toppen
Reval Toppen är en nunatak i Grönland (Kungariket Danmark). Den ligger i den nordöstra delen av Grönland, 1 700 km nordost om huvudstaden Nuuk. Toppen på Reval Toppen är 2 027 meter över havet.
Terrängen runt Reval Toppen är platt åt sydväst, men åt nordost är den kuperad.  Trakten runt Reval Toppen är nära nog obefolkad, med mindre än två invånare per kvadratkilometer. Det finns inga samhällen i närheten. Trakten runt Reval Toppen är permanent täckt av is och snö.